# Doljchim
Doljchim Craiova a fost o companie din România, specializată în producerea de îngrășăminte chimice minerale, de metanol și de intermediari.
Combinatul chimic a fost înființat în 1961, având ca obiect de activitate producerea îngrășămintelor chimice și a unor produse de sinteză organică prin chimizarea completă a gazelor naturale.
A fost cumpărată de către compania Petrom în anul 1998.
În anul 2010 a fost închisă și toate clădirile au fost demolate pentru decontaminarea zonei.
Adunarea Generală a Acționarilor OMV, a decis să închidă combinatul odată cu deschiderea centralei electrice de la Brazi, bazată pe gazul intern, găsind astfel soluția gazului românesc, combinatul a fost închis după modernizarea fabricii de metanol, modernizarea și înnoirea parcului de vagoane cisternă. 
Totul a fost o afacere a conducerii Doljchim în parteneriat cu sindicatul liber Doljchim și Bordul OMV, pe fondul acceptării disponibilizărilor masive de personal, au fost vândute instalații și utilaje ca piese de schimb în regim de fier vechi fără plata de TVA, asta în timp ce clienții erau refuzați și contractele de vânzare reziliate. Ioan Niculae a declarat că OMV a vândut combinatul Doljchim la fier vechi și a tăiat tot, ca să nu mai poată folosi românii vreun utilaj.
Societatea Națională Petrom SA, cea mai mare companie românească a fost cumpărată în 1998, pe timpul guvernării Convenției Democratice, de către OMV, o companie de stat austriacă, cu drept de exploatare și explorare a zăcământului natural al României plătind cele mai mici redevențe din istoria Europei. 
În anul 2006 a fost înregistra cel mai mare profit al combinatului de la înființare și în decembrie 2008 a fost comunicată decizia de închidere a Doljchimului. 
În cadrul companiei OMV Petrom face parte și rafinăria Arpechim care este și ea în proces de dezafectare, ecologizare, dar Arpechimul producea materia prima a combinatului Oltchim Rm. Vâlcea și era legat prin rețele de conducte de acesta, astfel odată cu închiderea Combinatului Arpechim a fost hotărâtă soarta celor două combinate, considerate perla industriei petrochimice românești. 
Cele trei combinate au fost realizate în timpul dictaturii comuniste cu mari sacrificii ale poporului român.
Număr de angajați: 1600 angajați 
- 2012: 66 [4]
- 2010: 1.000[5]
- 2009: 1.100